# Hussainpur
Hussainpur is een census town in het district Kapurthala van de Indiase staat Punjab. 

## Demografie
Volgens de Indiase volkstelling van 2001 wonen er 15343 mensen in Hussainpur, waarvan 54% mannelijk en 46% vrouwelijk is. De plaats heeft een alfabetiseringsgraad van 76%. 